# Джуліано Джемма
Джуліа́но Дже́мма (італ. Giuliano Gemma; 2 вересня 1938, Рим, Королівство Італія — 1 жовтня 2013, Чивітавекк'я, Лаціо, Італія) — італійський актор кіно та телебачення, каскадер, скульптор. Майстер класичного спагеті-вестерна, що працював також і в мелодраматичному жанрі («Анжеліка, маркіза янголів», «Прекрасна Анжеліка»).

## Життєпис
Джуліано Джемма народився 2 вересня 1938 року в Римі, Італія. Під час війни жив з батьками в Реджо-Емілії, після 1944 року сім'я Джемми повертається до Рима. З дитинства Джуліано Джемма обожнював спорт і кінематограф. З 12 років займався спортивною гімнастикою, з 15-річного віку займався боксом, а військову службу проходив в пожежних військах.
З 1956 року Джуліано Джемма починає працювати на італійській кіностудії Cinecittà спочатку статистом, а згодом каскадером. Уперше знявся в кіно в епізодах у фільмах «Венеція, Місяць і ти» режисера Діно Різі в 1958-му та «Бен-Гур» режисера Вільяма Вайлера в 1959 році. Першу головну роль зіграв у 1962 році в сатиричному фільмі режисера Дуччо Тессарі «Вторгнення титанів». У 1960-х роках популярність артистові принесла роль Рінго, яку артист грав під псевдонімом Монтгомері Вуд в декількох фільмах режисера Дуччо Тессарі: «Пістолет для Рінго» (1965), «Простріляний долар» (1965), «Повернення Рінго» (1965), «Заради декількох доларів» (1966), та ін. Ці фільми були зняті в популярному в 1960-70-х роках в Італії жанрі «спагеті-вестерн».

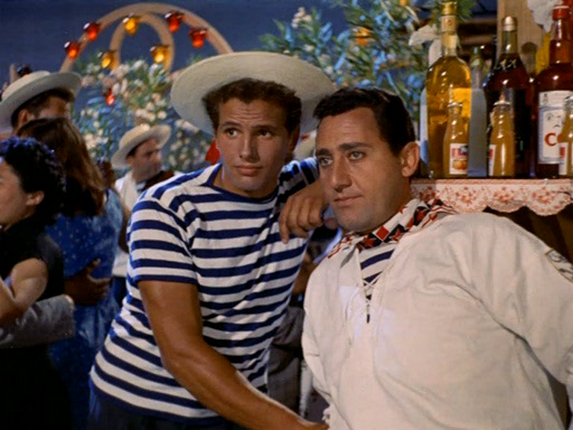
Д. Джемма та Альберто Сорді у фільмі Венеція, Місяць і ти, 1958

Також у 1960-ті роки міжнародну популярність артистові принесла роль Ніколя в знаменитих історико-пригодницьких кінофільмах «Анжеліка — маркіза ангелів» (1964) і «Прекрасна Анжеліка» (у радянському прокаті — «Анжеліка в гніві») (1965) французького кінорежисера Бернара Бордері.
Джуліано Джемма прагне пробувати себе у фільмах різних жанрів і амплуа та грає генерала Гарібальді у фільмі «Леопард» (1963) видатного італійського режисера Лукіно Вісконті, головну роль Сільвіо Корбарі в антифашистській стрічці «Корбарі» (1970) режисера Валентіно Орсіні, головну роль Нулло Бронці в гостросоціальній драмі «Злочин в ім'я кохання» (1974) Луїджі Коменчіні.
У 1976 році режисер Валеріо Дзурліні запрошує артиста на роль деспотичного майора Маттіса у фільмі «Пустеля Тартарі», яка стала однією з найкращих ролей артиста і за яку в 1977 році Джуліано Джемма був відзначений спеціальною премією «Давида ді Донателло» і номінований на премію «Срібна стрічка» Італійського національного синдикату кіножурналістів. У 1977 році значною роботою Джуліано Джемми стає роль нещадного і непримиренного щодо мафії префекта поліції Чезаре Морі у фільмі режисера Паскуале Скуїтьєрі «Залізний префект», за яку в 1978 році артистові вручають премію на Міжнародному кінофестивалі в Карлових Варах. Ще однією значною роботою у режисера Скуїтьєрі стала для артиста роль у фільмі «Корлеоне» в 1979 році, яка в тому ж році була відзначена премією на Монреальському кінофестивалі та італійською премією «Золотий кубок». У 1979 році режисер Даміано Даміані запрошує артиста в кримінальну драму «Людина на колінах», головна роль в якій стала значною роботою Джуліано Джемма і була відмічена премією «Золотий кубок».

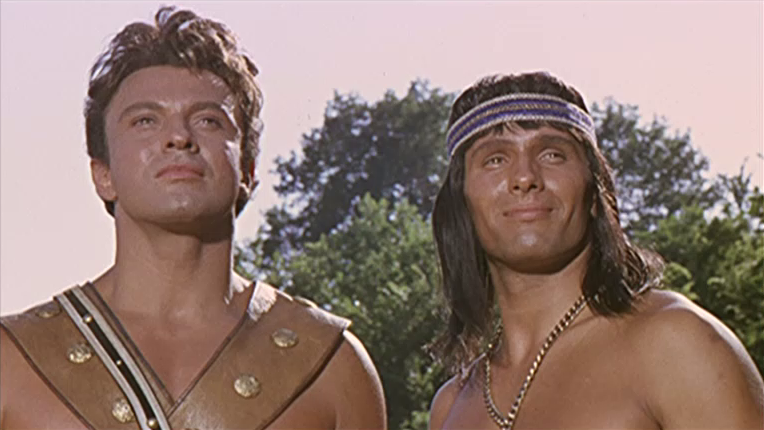
Д. Джемма (праворуч) у фільмі «Дитя сонця», 1964

Джуліано Джемма багато знімався на телебаченні в телефільмах і телесеріалах, багато з яких ставали популярним. Так, наприклад, у 1985-86 роках актор знявся в міні-серіалі «Мисливці за шедеврами» в ролі капітана поліції Маффеї, який разом зі своїм помічником розшукує викрадені витвори мистецтва. У 1992 році Джемма знявся в ролі Вітторіо Амітрано в телефільмі «Італійська історія», яка принесла акторові премію «Срібна зірка» в 1994 році. У 1997-му режисер Енцо Кастелларі знімає пригодницький міні-серіал з елементами бойовика і мелодрами під назвою «Пустеля у вогні» («Вогняна пустеля»), залучивши на головні вікові ролі ціле сузір'я європейських акторів, серед яких Франко Неро, Вітторіо Ґассман, Клаудія Кардінале, Вірна Лізі, Матьє Карр'єр та Джуліано Джемма, а серед акторів, залучених у ролях молодого покоління персонажів серіалу, — син Алена Делона — Ентоні Делон та Аріель Домбаль. Музику до міні-серіалу написав композитор Стефано Майнетті, операторська робота Джанкарло Феррандо. Цей міні-серіал став популярним і неодноразово демонструвався по телебаченню у багатьох країнах.
У XXI столітті Джуліано Джемма брав участь в таких популярних європейських кінофільмах і серіалах, як, наприклад, біографічний кінофільм «Безумство любові» (2001), що розповідає про кастильську королеву XV—XVI століття Хуану Божевільну, біографічний міні-серіал «Папа Іван Павло II» (2005), в якому Джуліано Джемма зіграв роль Хоакіна Наварро-Вальса — лікаря і журналіста, прес-секретаря Ватикану при папі Іван Павло II, історичний міні-серіал «Помпеї» (2007), що розповідає про трагічне виверження Везувій і зникнення давньоримського міста Помпеї, та ін.
До кінця життя Джуліано Джемма був відомий також як скульптор.

### Загибель
1 жовтня 2013 року 75-річний Джемма потрапив у фатальну ДТП біля міста Черветері на своєму автомобілі Toyota Yaris. У важкому стані актор був доставлений до шпиталю міста Чивітавекк'я, де він незабаром і помер.

## Сім'я
Джуліано Джемма був одружений з Даніелою Баба Рішерме та жив з сім'єю в Черветері, що приблизно в 34 км на захід від Рима. Від попереднього шлюбу у нього були дві доньки: Джуліана Джемма (італ. Giuliana Gemma) і Віра Джемма (італ. Vera Gemma), яка, як і батько, стала акторкою.

## Вибіркова фільмографія
| Рік       |    | Українська назва                        | Оригінальна назва                     | Роль                              |
| --------- | -- | --------------------------------------- | ------------------------------------- | --------------------------------- |
| 1958      | ф  | Венеція, Місяць і ти                    | Venezia, la luna e tu                 | Брандо                            |
| 1959      | ф  | Бен-Гур                                 | Ben-Hur                               | римський офіцер при Мессалі       |
| 1959      | ф  | Ворог моєї дружини                      | Il nemico di mia moglie               | син Нандо Теренці                 |
| 1960      | ф  | Козаки                                  | I cosacchi                            |                                   |
| 1960      | ф  | Мессаліна, імператриця Венери           | Messalina Venere imperatrice          | Марчелло                          |
| 1961      | ф  | Битва світів                            | Il pianeta degli uomini spenti        | Моран                             |
| 1962      | ф  | Вторгнення титанів                      | Arrivano i titani                     | Кріос                             |
| 1962      | ф  | Я люблю, ти любиш                       | Io amo, tu ami                        |                                   |
| 1963      | ф  | Леопард                                 | Il gattopardo                         | Гарібальді                        |
| 1963      | ф  | Шехерезада                              | Shéhérazade                           | Дідьє                             |
| 1963      | ф  | Мацист, великий герой світу             | Maciste, l'eroe più grande del mondo  | Ксандрос                          |
| 1964      | ф  | Два гладіатори                          | I due gladiatori                      | Гораціо                           |
| 1964      | ф  | Діти сонця                              | Ercole contro i figli del sole        | принц Майта                       |
| 1964      | ф  | Палацовий переворот                     | La rivolta dei pretoriani             | Кокцей Нерва                      |
| 1964      | ф  | Анжеліка, маркіза ангелів               | Angélique, marquise des anges         | Ніколя                            |
| 1965      | ф  | Пістолет для Рінго                      | Una pistola per Ringo                 | Рінго                             |
| 1965      | ф  | Прекрасна Анжеліка                      | Merveilleuse Angélique                | Ніколя                            |
| 1965      | ф  | Простріляний долар                      | Un dollaro bucato                     | Гері О'Хара                       |
| 1965      | ф  | Ерік — вікінг                           | Erik il vichingo                      | Ерік                              |
| 1965      | ф  | Повернення Рінго                        | Il ritorno di Ringo                   | «Рінго»                           |
| 1965      | ф  | Прощавай грінго                         | Adiós gringo                          | Брент Ландерс                     |
| 1965      | ф  | Дівчина                                 | La ragazzola                          | Рауль                             |
| 1966      | ф  | Цьом, цьом, ба-бах                      | Kiss Kiss... Bang Bang                | Кірк Воррен                       |
| 1966      | ф  | Аризона Кольт                           | Arizona Colt                          | Аризона Кольт                     |
| 1966      | ф  | Заради декількох доларів                | Per pochi dollari ancora              | Гері Даймонд                      |
| 1967      | ф  | Довгі дні помсти                        | I lunghi giorni della vendetta        | Тед Барнетт                       |
| 1967      | ф  | У розшуку                               | Wanted                                | Гері Раян                         |
| 1967      | ф  | Дні люті                                | I giorni dell'ira                     | Скотт Мері                        |
| 1968      | ф  | ...під дахом неба, повним зірок         | ...e per tetto un cielo di stelle     | Біллі Бой, відомий як Тім Гоукінс |
| 1968      | ф  | Виродки                                 | I bastardi                            | Джейсон                           |
| 1969      | ф  | Насильство під сонцем                   | Violenza al sole                      | Джильйо                           |
| 1969      | ф  | Розшукується живим... але краще мертвим | Vivi o preferibilmente morti          | Монті Малліген                    |
| 1969      | ф  | Ціна влади                              | Il prezzo del potere                  | Білл Вайллер                      |
| 1970      | ф  | Корбарі                                 | Corbari                               | Сільвіо Корбарі                   |
| 1970      | ф  | Коли у жінок були хвости                | Quando le donne avevano la coda       | Уллі                              |
| 1971      | ф  | Лук Робіна Гуда                         | L'arciere di fuoco                    | Робін Гуд                         |
| 1971      | ф  | Коханець великої ведмедиці              | L'amante dell'Orsa Maggiore           | Владек                            |
| 1972      | ф  | Приятель, тримайся від мене чимдалі     | Amico, stammi lontano almeno un palmo | Бен Беллью                        |
| 1972      | ф  | Людина, на яку зважають                 | Un uomo da rispettare                 | Марко                             |
| 1973      | ф  | Навіть ангели їдять квасолю             | Anche gli angeli mangiano fagioli     | Сонні                             |
| 1973      | ф  | Великий ризик для одинака               | Troppo rischio per un uomo solo       | Руді Патті                        |
| 1973      | ф  | Справжній чоловік                       | Il maschio ruspante                   | Ромоло                            |
| 1974      | ф  | Злочин в ім'я кохання                   | Delitto d'amore                       | Нулло Бранці                      |
| 1974      | ф  | Навіть ангели бувають жорстокі          | Anche gli angeli tirano di destro     | Сонні Абернаті                    |
| 1975      | ф  | Білий, жовтий, чорний                   | Il bianco il giallo il nero           | Бланк де Бланк / Стетсон          |
| 1976      | ф  | Африка експрес                          | Africa Express                        | Джон Бакстер                      |
| 1976      | ф  | Сафарі-експрес                          | Safari Express                        | Джон Бакстер                      |
| 1976      | ф  | Пустеля Тартарі                         | Il deserto dei tartari                | майор Матіс                       |
| 1977      | ф  | Каліфорнія                              | California                            | Майкл «Каліфорнія» Рендом         |
| 1977      | ф  | Залізний префект                        | Il prefetto di ferro                  | префект Чезаре Морі               |
| 1978      | ф  | Велика битва                            | Il grande attacco                     | капітан Мартін Скотт              |
| 1978      | ф  | Срібне сідло                            | Sella d'argento                       | Рой Блуд                          |
| 1978      | ф  | Корлеоне                                | Corleone                              | Віто Гаргано                      |
| 1978      | тф | Замкнене коло                           | Circuito chiuso                       | стрілець                          |
| 1979      | ф  | Людина на колінах                       | Un uomo in ginocchio                  | Ніно Перальта                     |
| 1980      | ф  | Легіон висаджується в Колвезі           | La légion saute sur Kolwezi           | шеф-ад'ютант Федеріко             |
| 1980      | ф  | Слідство з ризиком для життя            | L'avvertimento                        | комісар Антоніо Барезі            |
| 1980      | ф  | Плутанина                               | La baraonda                           | Федеріко Сальві                   |
| 1982      | ф  | Тремтіння                               | Tenebre                               | детектив Джермані                 |
| 1983      | ф  | Чао, ворог                              | Ciao nemico                           | лейтенант Джой Кірбіф             |
| 1983      | ф  | Міські птахи                            | Pájaros de ciudad                     |                                   |
| 1983      | ф  | У колі пристрастей                      | Le cercle des passions                | Ентоні Турсі                      |
| 1984      | ф  | Кларетта                                | Claretta                              | Марчелло Петаччі                  |
| 1985      | ф  | Текс і повелитель глибин                | Tex e il signore degli abissi         | Tex Willer                        |
| 1985—1986 | с  | Мисливці за шедеврами                   | Caccia al ladro d'autore              | капітан Маффеї                    |
| 1985      | ф  | Сподіваємося, що буде дівчинка          | Speriamo che sia femmina              | Нардоні                           |
| 1986      | тф | Справи сім'ї                            | Affari di famiglia                    |                                   |
| 1987      | ф  | Район замків                            | Châteauroux district                  | Грег Норман                       |
| 1988      | ф  | Стеження                                | Al acecho                             |                                   |
| 1988      | ф  | Хто-небудь заплатить?                   | Qualcuno pagherà                      | Мартін Дуранті                    |
| 1989—1992 | с  | Китаєць                                 | Le chinois                            | Глорія                            |
| 1991      | ф  | Вже немає чоловіків                     | Ya no hay hombres                     |                                   |
| 1991      | с  | Дружина в рамці                         | La moglie nella cornice               | Альберто Фортіс                   |
| 1992      | с  | Коштовності                             | Jewels                                | Лоренцо                           |
| 1993      | тф | Італійська історія                      | Una storia italiana                   | Віттооріо Амітрано                |
| 1993      | с  | У помсти в полоні                       | Prigioniera di una vendetta           | Джованні Валенца                  |
| 1997      | с  | Пустеля у вогні                         | Il deserto di fuoco                   | Тафуд                             |
| 1999      | ф  | Хороша людина                           | Un uomo perbene                       | Альберто Дал'Ора                  |
| 1999      | тф | Кінець гри                              | Game over                             | директор DIA                      |
| 2001      | ф  | Безумство любові                        | Juana la Loca                         | Де Вейр                           |
| 2005—2007 | с  | Капітан                                 | Il capitano                           | полковник Фіораванті              |
| 2005      | тф | Дівчинка з брудними руками              | La bambina dalle mani sporche         | прокурор Конкато                  |
| 2005      | тф | Папа Іван Павло II                      | Pope John Paul II                     | Хоакін Наварро-Вальс              |
| 2006—2010 | с  | Капрі                                   | Capri                                 | Волтер                            |
| 2006      | тф | Розслідування                           | L'inchiesta                           |                                   |
| 2007      | с  | Помпея                                  | Pompei                                | Тіто                              |
| 2012      | ф  | Римські пригоди                         | To Rome with Love                     | менеджер готелю                   |

## Визнання
| Нагороди та номінації Джуліано Джеммі      | Нагороди та номінації Джуліано Джеммі | Нагороди та номінації Джуліано Джеммі | Нагороди та номінації Джуліано Джеммі |
| Рік                                        | Категорія                             | Фільм                                 | Результат                             |
| ------------------------------------------ | ------------------------------------- | ------------------------------------- | ------------------------------------- |
| Премія «Давид ді Донателло»                |                                       |                                       |                                       |
| 1977                                       | Спеціальний Давид ді Донателло        | Татарська пустеля                     | Перемога                              |
| Премія «Срібна стрічка»                    |                                       |                                       |                                       |
| 1977                                       | Найкращий актор другого плану         | Татарська пустеля                     | Номінація                             |
| 1986                                       | Найкращий актор другого плану         | Сподіваємося, що буде дівчинка        | Номінація                             |
| 2008                                       | Почесна Срібна стрічка                | Почесна Срібна стрічка                | Перемога                              |
| Міжнародний кінофестиваль у Карлових Варах |                                       |                                       |                                       |
| 1978                                       | Приз за найкращу акторську гру        | Залізний префект                      | Перемога                              |
| Монреальський кінофестиваль                |                                       |                                       |                                       |
| 1979                                       | Найкращий актор                       | Корлеоне                              | Перемога                              |
| Премія «Золотий глобус» (Італія)           |                                       |                                       |                                       |
| 1979                                       | «Золотий глобус» за кар'єру           | «Золотий глобус» за кар'єру           | Перемога                              |
| Премія «Золотий кубок» (Італія)            |                                       |                                       |                                       |
| 1979                                       | Найкращий актор                       | Корлеоне та Людина на колінах         | Перемога                              |
| Кінофестиваль в Джиффоні                   |                                       |                                       |                                       |
| 1990                                       | Премія Франсуа Трюффо                 | Премія Франсуа Трюффо                 | Перемога                              |